# Tibble, Leksands kommun
För andra betydelser, se Tibble.
Tibble är en by i Leksands socken i Leksands kommun, centrala Dalarna.
Tibble ligger sydost om Leksand och på Österdalälvens östra strand. Byn ligger på samma sida av älven som Leksands tätort.
Tibble är känt för Alfvéngården, en av de gårdar som beboddes av Hugo Alfvén och hans hustru.

## Historia
Tibble är troligen en av de äldsta byarna i Leksand. Åke Hyenstrand har antagit att byn etablerats redan under yngre järnålder, möjligen baserat på järnframställning. På flera platser i byn finns spår av primitiv järnframställning. I samband med grundgrävning för Alfvéngården 1944 påträffades två skelettgravar, daterade till 1000-talet.
Byn är en av de få som nämns redan i flera medeltidshandlingar 1325 tybbele och 1386 tyghbele. Namnet tros härstamma från ordet thykböle som tolkats som 'den stora byn' eller 'den stora gården'.
I den äldsta skattelängden från 1539 var Tibble med 9 skattebönder en av de största byarna. 1571 fanns 14 hemman. Endast fyra byar, Hjortnäs, Lindberg, Rönnäs och Bergsäng var större. Mantalslängden från 1668 anger 20 hushåll. Holstenssons karta från samma år anger endast 14 gårdstecken. En förklaring antas vara att byn Lycka på kartan redovisas med 2 gårdstecken, men enligt mantalslängden räknas till Tibble. Byn Lycka har under perioder räknats till Tibble, men etnologen Sigurd Erixon har konstaterat att Lycka troligen från början är en självständig på skogen anlagd by, som först senare kommit att ingå under Tibble. På en karta Affrijtningh öfwer Tibble byens ägor... från 1692 anges 14 gårdstecken på stora huvudbybacken och tre gårdar i bydelen Lilla Tibble nere vid älven. Under 1700-talet växer byn. Mantalslängden 1766 upptar 44 hushåll. 
Vid storskiftet 1819-23 omfattade byn 40 gårdar, samt Kaptensbostället. Kaptensbostället kan spåras tillbaka till 1500-talet, då ledaren för Klockupproret bodde här. Gården indrogs som straff till kronan och förvandlades till militärboställe. Major Vilhelm Gustaf Wrangel innehade gården som sitt boställe och höll här hemliga möten inför planläggningen av Dalupproret 1743. I början av 1800-talet blev gården kaptensboställe och byggdes då om efter boställetypritningarna, och är idag den enda bevarade i ursprungligt skick. Gården blev 1975 byggnadsminne.

## Samhället
Vid sekelskiftet 1900 tillkom ett antal mer herrgårdsliknande byggnader i den gamla byn, såsom Tibble herrgård. Häradshövding Bosæus lät här uppföra en större villa, liksom en fanjunkare Jakobsson som här lät uppföra en villa med trädgård och lusthus. Lillie Landgren uppförde även en trädgårdsskola och upp mot Tibbleberget uppfördes gården "Torshäll".
En annan märklig byggnad är den så kallade "Ekumenien", en byggnad som närmast liknar ett litet grekiskt tempel, placerad i sluttningen upp mot Tibbleberget. Den uppfördes av Hjalmar Söderberg från Uppsala som en hyllning till Nathan Söderblom och den ekumeniska rörelsen.
På Tibbleberget finns några andra intressanta platser. Ett offerkast ovanför dansbanan är uppbyggt till minne av soldaten Nordling, som en valborgsmässoafton omkring 1870 förolyckades då han skulle skjuta salut och hans kanon exploderade.
Modigs kyrka är ett mot bergväggen lutande flyttblock som bildare en 3 meter lång grotta, öppen i båda ändar, ca 0,5 meter bred vid basen. Enligt traditionen skall här en soldat Modig ha gömt sig i samband med något krigsutbrott. Förr var det även sed att varje brudfölje skulle krypa genom klyftan.
Byn är klassificerad som ett riksintresse för kulturmiljövård.